# 射频电源
射频电源是可以产生固定频率的正弦波電壓，频率在射頻範圍（約3KHz～300GHz）內、具有一定功率的电源。
射频电源已广泛应用于半导体工艺设备；LED与太阳能光伏产业；科学实验中的等离子体发生；射频感应加热；医疗美容；常压等离子体消毒清洗等。